# José Fernando Bonaparte
José Fernando Bonaparte, född 14 juni 1928 i Rosario i provinsen Santa Fe, död 18 februari 2020 i Mercedes i provinsen Buenos Aires, var en argentinsk paleontolog som har funnit och namngivit många sydamerikanska dinosaurier.

## Familjer Bonaparte har namngivit
- Abelisauridae (tillsammans med Fernando E Novas 1985)
- Neoceratosauria (1990-1991)
- Noasauridae (tillsammans med J E Powell 1980)

## Arter Bonaparte har namngivit
- Abelisaurus (tillsammans med Fernando E Novas 1985)
- Agustinia (1998)
- Alvarezsaurus (1991)
- Amargasaurus (tillsammans med Salgado 1991)
- Andesaurus delgadoi (tillsammans med Calvo 1991)
- Argentinosaurus huinculensis ( tillsammans med Rodolfo Coria 1993)
- Carnotaurus sastrei (1985)
- Coloradisaurus brevis (1978)
- Dinheirosaurus lourinhanensis (tillsammans med Mateus 1999)
- Guaibasaurus candelariensis (tillsammans med Ferigolo och Ribeiro 1998)
- Lapparentosaurus madagascariensis (1986)
- Lessemsaurus sauropoides (1999)
- Ligabueino andesi (1996)
- Mussaurus (tillsammans med M Vince 1979)
- Noasaurus leali (tillsammans med J E Powell 1980)
- Patagosaurus fariasi (1979)
- Piatnitzkysaurus floresi (1979)
- Rayosaurus agrionensis (1996)
- Riojasaurus incertus (1969)
- ornithosuchiden Riojasuchus tenuisceps (1969)
- Saltasaurus loricatus (tillsammans med J E Powell 1980)
- Tendaguria tanzaniensis (tillsammans med Heinrich och Wild 2000)
- Velocisaurus unicus (1991)
- ornithosuchiden Venaticosuchus rusconii (1971)
- Volkheimeria chubutensis (1979)